# 430-та піхотна дивізія (Третій Рейх)
430-та піхотна дивізія (Третій Рейх) (нім. 430. Infanterie-Division) — піхотна дивізія Вермахту, що входила до складу німецьких сухопутних військ у роки Другої світової війни.

## Історія з'єднання
430-та піхотна дивізія була сформована 24 жовтня 1939 року в Котбусі у III військовому окрузі для XXI генерального командування (пізніше переформований на XXI корпус), як допоміжне формування для полегшення керування багатьма формуваннями земельних стрільців (нім. Landesschützen). У березні 1940 року дивізія мала чотири батальйони земельних стрільців (301-й, 310-й, 319-й, 723-й), значно менше штатних дев'яти піхотних батальйонів (організованих у три полки, яких також не було в 430-й піхотній дивізії), які зазвичай мала регулярна німецька піхотна дивізія в той час. Першим командиром дивізії був Курт Шрайбер, якого 1 грудня 1939 року змінив Максиміліан Ренц.
Під час виконання завдань в окупованій Німеччиною Польщі 430-та піхотна дивізія дислокувалася навпроти Бродівського напрямку вздовж німецько-радянського кордону.
20 травня 1940 року, незабаром після початку німецького вторгнення в Нідерланди (як частини великої Французької кампанії), штаб 430-ї піхотної дивізії отримав наказ приєднатися до сил в окупованих Нідерландах і був переданий у підпорядкування XXXVII командування особливого призначення Головнокомандувача вермахту в Нідерландах (нім. Wehrmacht-Befehlshaber Niederlande). Дивізію розформували 25 липня 1940 року.